# Перароло ди Кадоре
Перароло ди Кадоре (итал. Perarolo di Cadore) је насеље у Италији у округу Белуно, региону Венето.
Према процени из 2011. у насељу је живело 99 становника. Насеље се налази на надморској висини од 528 м.

## Становништво
Према резултатима пописа становништва 2011. у општини је живело 383 становника.
| 1931. | 1936. | 1951. | 1961. | 1971. | 1981. | 1991. | 2001. | 2011. |
| ----- | ----- | ----- | ----- | ----- | ----- | ----- | ----- | ----- |
| 1.228 | 1.011 | 864   | 673   | 437   | 359   | 312   | 362   | 383   |